# Chthonius zoiai
Chthonius zoiai är en spindeldjursart som beskrevs av Giulio Gardini 1990. Chthonius zoiai ingår i släktet Chthonius och familjen käkklokrypare. Inga underarter finns listade i Catalogue of Life.